# Valsavarenche
Valsavarenche (a fasizmus alatt neve olaszosítva Valsavara) egy község Valle d'Aosta régióban.

## Idegenforgalom
Valsavarancheba elsősorban a számos tanösvényen történő túrázási, illetve télen síelési céllal látogatnak a turisták. A község a Gran Paradiso Nemzeti Park területén fekszik.

## Fordítás
- Ez a szócikk részben vagy egészben  a   Valsavarenche című olasz Wikipédia-szócikk fordításán alapul.  Az eredeti cikk szerkesztőit annak laptörténete sorolja fel. Ez a jelzés csupán a megfogalmazás eredetét és a szerzői jogokat jelzi, nem szolgál a cikkben szereplő információk forrásmegjelöléseként.